# Чувашкино (посёлок)
Чувашкино — посёлок в Чулымском районе Новосибирской области. Входит в состав Кокошинского сельсовета.

## География
Площадь посёлка — 31 га.

## Население
| 2002 | 2007 | 2010 |
| ---- | ---- | ---- |
| 0    | →0   | ↗11  |

## Инфраструктура
В посёлке по данным на 2007 год отсутствует социальная инфраструктура.